# 이성원 (배우)
이성원은 대한민국의 (1971년 11월 25일~)배우이다.

## 출연 작품

### 영화
- 2007년 영화 《수》 ... 조연 - 젊은 간부 8 역
- 2010년 영화 《용서는 없다》 ... 단역 - 김철민 역
- 2010년 영화 《커피믹스》 ... 주연
- 2012년 영화 《간기남》 ... 단역 - 퀵 서비스 기사 역
- 2013년 영화 《청춘정담》 ... 성주부 장남 역
- 2016년 영화 《고산자, 대동여지도》 ... 단역 - 왜인 1 역
- 2019년 영화 《항거: 유관순 이야기》 ... 조연 - 보안과장 역
- 2019년 영화 《여수 밤바다》 ... 조연 - 검정양복 1 역 / 제작지원
- 2020년 영화 《앙상블》 ... 단역 - 희생 위원 역
- 2021년 영화 《더블패티》 ... 단역 - 냉동삼겹살 사장 역
- 2025년 영화 《페르소나:이상한 여자》

### 드라마
- 2023년 DISNEY+ 오리지널 드라마 《카지노》

### 연극
- 2021년 연극 《그놈을 잡아라》
- 2022년 연극 《마이너리그》 (성남공연)
- 2023년 연극 《대학과 연극》
- 2024년 연극 《연극하지마!》
- 2024년 연극 《준생》